# 대수학의 기본 정리
대수학의 기본 정리(代數學의 基本 定理, 영어: fundamental theorem of algebra)는 상수가 아닌 복소수 계수 다항식이 적어도 하나의 근을 갖는다는 정리다. 이 정리에 따라, 모든 상수가 아닌 복소수 계수 다항식은 유한 개의 복소수 계수 1차 다항식의 곱으로 나타낼 수 있다. 또한, 복소수체는 실수체와 달리 대수적으로 닫힌 체를 이룬다. 이 결과들은 대수학의 기본 정리의 서로 다른 형태들이다.
상수가 아닌 실수 계수 다항식을 복소수체 위에서 인수 분해하였을 때, 인자가 되는 1차 다항식들은 실수 계수가 아닐 수 있다. 그러나 실수 계수 다항식의 근은 켤레 불변이기 때문에, 허수근에 대응하는 1차 다항식들을 둘씩 조합하여 판별식이 0보다 작은 실수 계수 2차 다항식들로 만들 수 있다. 이에 따른 실수 계수 다항식의 완전한 인수 분해 또한 대수학의 기본 정리와 동치다.
이름과는 달리 현재까지 순수하게 대수적인 증명은 발견하지 못했으며, 실수의 완비성 또는 위상수학을 도입해야 증명할 수 있다. 또한 대수학의 기본 정리는 추상대수학의 기초가 되는 정리는 아니다.

## 정의
다항식 {\displaystyle p(x)}의 근은 {\displaystyle p(a)=0}인 {\displaystyle a}를 뜻한다. 대수학의 기본 정리에 따르면, 양의 차수의 복소수 계수 다항식
{\displaystyle p(z)=a_{n}z^{n}+a_{n-1}z^{n-1}+\dotsb +a_{0}\in \mathbb {C} [x]\qquad (a_{n}\neq 0,\;n\geq 1)}
은 근 {\displaystyle a\in \mathbb {C} }을 갖는다.

## 역사
수학자들은 17세기에 이미 이 정리가 옳으리라 생각하였으나 증명에는 성공하지 못하였다. 복소수의 개념이 없던 당시에는 “모든 실계수 다항식은 실계수 일차식들과 실계수 이차식들의 곱으로 나타낼 수 있다”라고 예상하였다. 장 르 롱 달랑베르와 레온하르트 오일러 등이 증명하였으나 보충적인 정리의 증명을 필요로했으며 이러한 맥락에서 모두 불완전하였고, 보다 엄밀한 증명에 성공한 수학자는 19세기 초의 카를 프리드리히 가우스, 장-로버트 아르간드 등이였다. 그 이후 이 정리는 복소수 계수 다항식으로 확장되었다. 한편 가우스는 추후 생애 동안 몇 가지의 다른 증명을 발표했다. 또한 장-로버트 아르간드의 증명은 오귀스탱 루이 코시가 그의 저술 Cours d'Analyse(Cours d'Analyse de l’École Royale Polytechnique; I.re Partie. Analyse algébrique)에서 이를 언급한 바 있다.

## 증명

### 복소해석학적 증명

#### 리우빌 정리를 이용한 증명
복소 다항식
{\displaystyle p(z)=a_{n}z^{n}+a_{n-1}z^{n-1}+\dotsb +a_{0}\ (a_{n}\neq 0,n\geq 1)}
가 영점을 갖지 않는다고 가정하자. 즉 모든 복소수 {\displaystyle z}에 대해 {\displaystyle p(z)\neq 0} 라고 가정하자. 그러면 {\displaystyle {\frac {1}{p(z)}}}는 전해석 함수이다. 이제 삼각 부등식을 이용하여
{\displaystyle |p(z)|=\left|z^{n}(a_{n}+{\frac {a_{n-1}}{z}}+\cdots +{\frac {a_{0}}{z^{n}}})\right|\geq |z|^{n}\left||a_{n}|-\left|{\frac {a_{n-1}}{z}}+\cdots +{\frac {a_{0}}{z^{n}}}\right|\right|\cdots \cdots (a)}
를 얻고, {\displaystyle C=|a_{n-1}|+\cdots +|a_{0}|}라 하면, 양수 {\displaystyle M>1}에 대해 {\displaystyle |z|\geq M}이면
{\displaystyle \left|{\frac {a_{n-1}}{z}}+\cdots +{\frac {a_{0}}{z^{n}}}\right|\leq {\frac {|a_{n-1}|}{|z|}}+\cdots +{\frac {|a_{0}|}{|z|^{n}}}\leq {\frac {|a_{n-1}|+\cdots +{|a_{0}|}}{|z|}}\leq {\frac {C}{M}}}
이다. 여기서 {\displaystyle M}을 충분히 큰 값으로 선택하여 {\displaystyle {\frac {C}{M}}<{\frac {|a_{n}|}{2}}}가 되도록 하면 부등식
{\displaystyle |a_{n}|-\left|{\frac {a_{n-1}}{z}}+\cdots +{\frac {a_{0}}{z^{n}}}\right|>{\frac {|a_{n}|}{2}}}
이 성립하므로 식 (a)로부터
{\displaystyle \left|{\frac {1}{p(z)}}\right|\leq {\frac {2}{|a_{n}|M^{n}}}}
을 얻는다. 즉, {\displaystyle {\frac {1}{p(z)}}}는 유계인 전해석 함수이다. 따라서 리우빌 정리에 의해 {\displaystyle {\frac {1}{p(z)}}}는 상수 함수이고, {\displaystyle p(z)}도 상수 함수이다. 즉 {\displaystyle p(z)}가 상수 함수가 아니라면 영점을 갖는다.

#### 편각 원리를 이용한 증명
{\displaystyle p(z)}은 n차 다항식이므로 최대 n개의 근을 갖는다. 따라서 {\displaystyle p(z)}의 근들이 복소평면에서 반지름이 R인 원판 안에 들어오도록 하는 어떤 양의 실수 R을 잡을 수 있다. 이제 r>R인 실수 r에 대해 편각 원리를 적용하면,
{\displaystyle {\frac {1}{2\pi i}}\int _{c(r)}{\frac {p'(z)}{p(z)}}\,dz=N}
이 성립한다. 여기서 c(r)은 반지름이 r인 원의 반시계 방향 경로를 의미하고, N은 {\displaystyle p(z)}의 근의 개수를 의미한다. 한편
{\displaystyle {\frac {1}{2\pi i}}\int _{c(r)}{\frac {n}{z}}\,dz={\frac {1}{2\pi i}}\int _{0}^{2\pi }{\frac {n}{re^{i\theta }}}ire^{i\theta }\,d\theta =n}
이므로
{\displaystyle {\frac {1}{2\pi i}}\int _{c(r)}\left({\frac {p'(z)}{p(z)}}-{\frac {n}{z}}\right)dz={\frac {1}{2\pi i}}\int _{c(r)}{\frac {zp'(z)-np(z)}{zp(z)}}\,dz=N-n}
이 성립한다. 여기서 두 번째 식의 적분을 보면 분자는 n-1차 다항식이고 분모는 n+1차 다항식이다. 따라서 r이 충분히 커질수록 적분 값은 0에 수렴한다. 즉 N-n이 0에 수렴하므로 N=n이다.

#### 루셰 정리를 이용한 증명
복소 다항식
{\displaystyle p(z)=a_{n}z^{n}+a_{n-1}z^{n-1}+\dotsb +a_{0}\ (a_{n}\neq 0,n\geq 1)}
에 대해, {\displaystyle z\neq 0}이면
{\displaystyle {\frac {p(z)}{a_{n}z^{n}}}=1+{\frac {1}{a_{n}}}\left({\frac {a_{n-1}}{z}}+\cdots +{\frac {a_{0}}{z}}\right)}
이다. 그러면 {\displaystyle r>\max\{{\frac {|a_{n-1}|+\cdots +|a_{0}|}{|a_{n}|}},1\}}인 r에 대해 {\displaystyle |z|=r}일 때
{\displaystyle \left|{\frac {p(z)}{a_{n}z^{n}}}-1\right|\leq \left[{\frac {|a_{n-1}|}{r}}+\cdots +{\frac {|a_{0}|}{r^{n}}}\right]{\frac {1}{|a_{n}|}}\leq {\frac {|a_{n-1}|+\cdots +|a_{0}|}{|a_{n}|r}}<1}
이므로 {\displaystyle |p(z)-a_{n}z^{n}|<|a_{n}z^{n}|}이다.
{\displaystyle a_{n}z^{n}}은 {\displaystyle |z|=r} 내부에서 n개의 근을 가지므로 루셰 정리에 의해 {\displaystyle p(z)=(p(z)-a_{n}z^{n})+a_{n}z^{n}}도 n개의 근을 가진다.

### 위상수학적 증명
복소수 계수 {\displaystyle n}차 일계수 다항식
{\displaystyle p(x)=a_{0}+a_{1}x+\cdots +x^{n}\in \mathbb {C} [x]}
이 근을 갖지 않는다고 가정하자. 임의의 {\displaystyle t\in [0,\infty )}에 대하여, 원 위에 다음과 같은 함수를 정의하자.
{\displaystyle f_{t}\colon \mathbb {S} ^{1}\to \mathbb {S} ^{1}}
{\displaystyle f_{t}\colon z\mapsto p(tz)/|p(tz)|}
(이 함수는 항상 {\displaystyle |p(tz)|\neq 0}이므로 잘 정의된다.) 그렇다면, {\displaystyle f_{0}}은 함수
{\displaystyle f_{\infty }\colon \mathbb {S} ^{1}\to \mathbb {S} ^{1}}
{\displaystyle f_{\infty }\colon z\mapsto z^{n}}
와 호모토픽하다. {\displaystyle f_{0}}은 상수 함수이므로 {\displaystyle f_{\infty }}는 널호모토픽하다. 그러나 {\displaystyle f_{\infty }}로부터 유도되는 기본군 사이의 군 준동형 {\displaystyle \pi _{1}(\mathbb {S} ^{1})\to \pi _{1}(\mathbb {S} ^{1})}은 자명하지 않다. 이는 {\displaystyle \pi _{1}(\mathbb {S} ^{1})\cong \mathbb {Z} }이기 때문인데, 이는 피복 공간 이론을 사용하여 보일 수 있으며 초등적인 증명도 존재한다. 따라서 {\displaystyle f_{\infty }}는 널호모토픽하지 않으며, 이는 모순이다.

### 대수적 증명
대수적 증명은 실수의 다음과 같은 성질들을 사용한다. 따라서, 이 증명은 임의의 실폐체에 대하여 유효하다. 또한, 셋째 성질은 해석적 성질이므로, 이 대수적 증명은 “순수하게 대수적”이지 않다.
- 순서체를 이룬다.
- 모든 음이 아닌 실수는 실수인 제곱근을 갖는다.
- 모든 실수 계수 홀수차 다항식은 실수인 근을 갖는다.

이에 따라, 모든 복소수도 제곱근을 갖는다. 복소수 {\displaystyle a+bi\in \mathbb {C} }의 제곱근 {\displaystyle c+di}은 다음과 같이, 음이 아닌 실수의 제곱근을 사용하여 나타낼 수 있다.
{\displaystyle c=\pm {\sqrt {\frac {a+{\sqrt {a^{2}+b^{2}}}}{2}}}}
{\displaystyle d=\pm \operatorname {sgn} b{\sqrt {\frac {-a+{\sqrt {a^{2}+b^{2}}}}{2}}}}
대수학의 기본 정리는 {\displaystyle \mathbb {C} }의 대수적 확대가 스스로밖에 없다는 명제와 동치이다. 임의의 대수적 확대는 어떤 유한 확대들의 합집합이다. 표수 0의 경우, 임의의 유한 확대는 어떤 유한 갈루아 확대의 부분 확대이다. 따라서, 임의의 유한 갈루아 확대 {\displaystyle K/\mathbb {R} }에 대하여, 만약 {\displaystyle \mathbb {C} /\mathbb {R} }가 {\displaystyle K/\mathbb {R} }의 부분 확대라면, {\displaystyle K=\mathbb {C} }임을 보이면 충분하다.
갈루아 군 {\displaystyle \operatorname {Gal} (K/\mathbb {R} )}의 2-쉴로브 부분군 {\displaystyle \operatorname {Gal} (K/F)\leq \operatorname {Gal} (K/\mathbb {R} )}을 고르자. 그렇다면, {\displaystyle F}는 {\displaystyle \mathbb {R} }와 {\displaystyle K} 사이의 체이며, 그 차수
{\displaystyle [F:\mathbb {R} ]={\frac {[K:\mathbb {R} ]}{[K:F]}}={\frac {|\operatorname {Gal} (K/\mathbb {R} )|}{|\operatorname {Gal} (K/F)|}}}
는 홀수다. 그런데 실수 계수 홀수차 다항식은 항상 실수인 근을 가지므로, {\displaystyle \mathbb {R} }의 홀수 차수 확대는 스스로밖에 없다. 즉, {\displaystyle F=\mathbb {R} }이며, {\displaystyle \operatorname {Gal} (K/\mathbb {R} )}는 2-군이다.
이제, {\displaystyle \operatorname {Gal} (K/\mathbb {C} )}가 자명군임을 보이면 충분하다. 귀류법을 사용하여, 자명군이 아니라고 가정하자. {\displaystyle \operatorname {Gal} (K/\mathbb {C} )}는 {\displaystyle \operatorname {Gal} (K/\mathbb {R} )}의 부분군이므로, 2-군이다. 따라서, 지표 2의 부분군 {\displaystyle \operatorname {Gal} (K/E)\leq \operatorname {Gal} (K/\mathbb {C} )}가 존재한다. 그렇다면, {\displaystyle \mathbb {C} \subseteq E\subseteq K}이며, {\displaystyle E/\mathbb {C} }의 차수는
{\displaystyle [E:\mathbb {C} ]={\frac {[K:\mathbb {C} ]}{[K:E]}}={\frac {|\operatorname {Gal} (K/\mathbb {C} )|}{|\operatorname {Gal} (K/E)|}}=2}
이다. 그러나 {\displaystyle \mathbb {C} }는 제곱근에 대하여 닫혀 있으므로, 2차 확대를 갖지 않으며, 이는 모순이다. 따라서, {\displaystyle \operatorname {Gal} (K/\mathbb {C} )}는 자명군이며, {\displaystyle K=\mathbb {C} }이다.

## 따름정리
대수학의 기본 정리로부터 다음의 유용한 따름정리를 얻을 수 있다.
모든 {\displaystyle n}차 복소 다항식은 중근까지 고려하여 {\displaystyle n}개의 근을 갖는다.
이 따름정리를 대수학의 기본정리로 부르는 경우도 있다. 따름정리는 다음과 같이 기술할 수 있다. 복소 다항식
{\displaystyle p(z)=a_{n}z^{n}+a_{n-1}z^{n-1}+\dotsb +a_{0}\ (a_{n}\neq 0,n\geq 1)}
에 대해 복소수 {\displaystyle z_{1},\cdots ,z_{n}}이 존재하여(서로 다를 필요는 없다.)
{\displaystyle p(z)=a_{n}(z-z_{1})(z-z_{2})\dotsb (z-z_{n})}
와 같이 쓸 수 있다.
증명:
1차 다항식이 하나의 근만을 가짐은 자명하다. 이제 수학적 귀납법을 쓰기 위해 n차 이하의 다항식이 n개의 근을 가진다고 가정하고, n+1차 다항식 {\displaystyle p(z)}가 주어졌다 하자. 대수학의 기본 정리에 의해 {\displaystyle p(z_{1})=0}인 복소수 {\displaystyle z_{1}}이 존재하므로
{\displaystyle p(z)=(z-z_{1})p_{1}(z)}
인 n차 다항식 {\displaystyle p_{1}(z)}이 존재한다. 귀납적 가정에 의해 {\displaystyle p_{1}(z)}는 n개의 근을 가지므로 {\displaystyle p(z)}는 n+1개의 근을 가진다. {\displaystyle \blacksquare }

## 실계수 다항식의 표현
실계수 {\displaystyle n}차 다항식의 경우, 위의 따름정리를 적용하면 이 역시 복소수체 위에서 중근을 고려할 경우 {\displaystyle n\,}개의 근을 갖는다. 이 표현 형식은 곱하는 순서를 고려하지 않을 경우 유일하므로, 만약 허수부가 0이 아닌 근을 갖는다면 실수체 위에서는 그 근을 표현할 수 없다. 즉 실수체 위에서는 반드시 {\displaystyle n\,}개의 근을 갖지 않을 수도 있다.
실수체 위에서 실계수 다항식을 기약다항식들로 인수분해할 때, 기약다항식이 갖는 최대의 차수는 {\displaystyle 2}이다. 이는 실계수 다항식의 근이 갖는 켤레성, 즉 {\displaystyle a+bi\,}가 실계수 다항식의 근이면 이의 복소켤레 {\displaystyle a-bi\,}도 그 다항식의 근이 되는 성질 때문이다. 두 개의 복소계수 일차식의 곱은
{\displaystyle (x-(a+bi))(x-(a-bi))=((x-a)-bi)((x-a)+bi)=((x-a)^{2}+b^{2})\,}
와 같이 ({\displaystyle a,b}는 실수) 실계수 이차식으로 환원된다.

### 실계수 다항식의 근의 켤레성
만일{\displaystyle z_{0}\,}가 실계수 다항식
{\displaystyle p(z)=a_{n}z^{n}+a_{n-1}z^{n-1}+\cdots +a_{1}z+a_{0},\,\,\,a_{j}\in \mathbb {R} ,\,\,n\geq 1,\,\,a_{n}\neq 0}
의 복소수 근이면 즉, {\displaystyle p(z_{0})=0\,}이면 {\displaystyle p({\overline {z_{0}}})=0\,}이다.

#### 복소켤레
복소켤레 연산의 성질에 의해
{\displaystyle p({\overline {z_{0}}})=a_{n}{\overline {z_{0}}}^{n}+a_{n-1}{\overline {z_{0}}}^{n-1}+\cdots +a_{1}{\overline {z_{0}}}+a_{0}}
{\displaystyle ={\overline {a_{n}z_{0}^{n}}}+{\overline {a_{n-1}z_{0}^{n-1}}}+\cdots +{\overline {a_{1}z_{0}}}+{\overline {a_{0}}}}
{\displaystyle ={\overline {a_{n}z_{0}^{n}+a_{n-1}z_{0}^{n-1}+\cdots +a_{1}z_{0}+a_{0}}}}
{\displaystyle ={\overline {p(z_{0})}}=0}
이다.

#### 응용
대수학의 기본정리에 의해 {\displaystyle n\,} 차의 실계수 다항식은 반드시 복소수의 범위에서 {\displaystyle n\,}개의 근을 가져야 한다. 그런데 실계수 다항식의 근의 켤레성에 의해 (실수가 아닌)복소수 근을 갖지 않거나, 갖는다면 짝수개이어야 하므로 차수가 홀수인 다항식은 적어도 하나의 실근을 가져야함을 알 수 있다.

## 참고 문헌

### 역사적 문헌
- Cauchy, Augustin-Louis (1821), 《Cours d'Analyse de l'École Royale Polytechnique, 1ère partie: Analyse Algébrique》, Paris: Éditions Jacques Gabay (1992에 출판됨), ISBN 978-2-87647-053-8
- Euler, Leonhard (1751), “Recherches sur les racines imaginaires des équations”, 《Histoire de l'Académie Royale des Sciences et des Belles-Lettres de Berlin》 (Berlin) 5, 222–288쪽, 2008년 12월 24일에 원본 문서에서 보존된 문서, 2024년 6월 15일에 확인함
- Euler, Leonhard (1751), “Investigations on the Imaginary Roots of Equations” (PDF), 《Histoire de l'Académie Royale des Sciences et des Belles-Lettres de Berlin》 (Berlin) 5, 222–288쪽
- Gauss, Carl Friedrich (1799), 《Demonstratio nova theorematis omnem functionem algebraicam rationalem integram unius variabilis in factores reales primi vel secundi gradus resolvi posse》, Helmstedt: C. G. Fleckeisen
- Gauss, Carl Friedrich (1866), 《Carl Friedrich Gauss Werke》, Band III, Königlichen Gesellschaft der Wissenschaften zu Göttingen
  1. Demonstratio nova theorematis omnem functionem algebraicam rationalem integram unius variabilis in factores reales primi vel secundi gradus resolvi posse (1799), pp. 1–31. - 구글 도서 – 첫 번째 증명
  2. Demonstratio nova altera theorematis omnem functionem algebraicam rationalem integram unius variabilis in factores reales primi vel secundi gradus resolvi posse (1815 Dec), pp. 32–56. - 구글 도서 – 두 번째 증명
  3. Theorematis de resolubilitate functionum algebraicarum integrarum in factores reales demonstratio tertia Supplementum commentationis praecedentis (1816 Jan), pp. 57–64. - 구글 도서 – 세 번째 증명
  4. Beiträge zur Theorie der algebraischen Gleichungen (1849 Juli), pp. 71–103. - 구글 도서 – 네 번째 증명
- Kneser, Hellmuth (1940), “Der Fundamentalsatz der Algebra und der Intuitionismus”, 《Mathematische Zeitschrift》 46, 287–302쪽, doi:10.1007/BF01181442, ISSN 0025-5874, S2CID 120861330 (The Fundamental Theorem of Algebra and Intuitionism).
- Kneser, Martin (1981), “Ergänzung zu einer Arbeit von Hellmuth Kneser über den Fundamentalsatz der Algebra”, 《Mathematische Zeitschrift》 177 (2), 285–287쪽, doi:10.1007/BF01214206, ISSN 0025-5874, S2CID 122310417
- Ostrowski, Alexander (1920), 〈Über den ersten und vierten Gaußschen Beweis des Fundamental-Satzes der Algebra〉, 《Carl Friedrich Gauss Werke Band X Abt. 2》
- Weierstraß, Karl (1891), 〈Neuer Beweis des Satzes, dass jede ganze rationale Function einer Veränderlichen dargestellt werden kann als ein Product aus linearen Functionen derselben Veränderlichen〉, 《Sitzungsberichte der königlich preussischen Akademie der Wissenschaften zu Berlin》, 1085–1101쪽 (tr. New proof of the theorem that every integral rational function of one variable can be represented as a product of linear functions of the same variable).

### 최근 문헌
- Almira, José María; Romero, Alfonso (2007), “Yet another application of the Gauss-Bonnet Theorem for the sphere”, 《Bulletin of the Belgian Mathematical Society》 14, 341–342쪽, MR 2341569
- Almira, José María; Romero, Alfonso (2012), “Some Riemannian geometric proofs of the Fundamental Theorem of Algebra” (PDF), 《Differential Geometry – Dynamical Systems》 14, 1–4쪽, MR 2914638, 2021년 3월 2일에 원본 문서 (PDF)에서 보존된 문서, 2024년 6월 14일에 확인함
- de Oliveira, Oswaldo Rio Branco (2011), “The Fundamental Theorem of Algebra: an elementary and direct proof”, 《The Mathematical Intelligencer》 33 (2), 1–2쪽, doi:10.1007/s00283-011-9199-2, MR 2813254, S2CID 5243991
- de Oliveira, Oswaldo Rio Branco (2012), “The Fundamental Theorem of Algebra: from the four basic operations”, 《The American Mathematical Monthly》 119 (9), 753–758쪽, arXiv:1110.0165, doi:10.4169/amer.math.monthly.119.09.753, MR 2990933, S2CID 218548926
- Fine, Benjamin; Rosenberger, Gerhard (1997), 《The Fundamental Theorem of Algebra》, Undergraduate Texts in Mathematics, Berlin: Springer-Verlag, ISBN 978-0-387-94657-3, MR 1454356
- Gersten, Stephen M.; Stallings, John R. (1988), “On Gauss's First Proof of the Fundamental Theorem of Algebra”, 《Proceedings of the American Mathematical Society》 103 (1), 331–332쪽, doi:10.1090/S0002-9939-1988-0938691-3, ISSN 0002-9939, JSTOR 2047574, MR 0938691
- Gilain, Christian (1991), “Sur l'histoire du théorème fondamental de l'algèbre: théorie des équations et calcul intégral”, 《Archive for History of Exact Sciences》 42 (2), 91–136쪽, doi:10.1007/BF00496870, ISSN 0003-9519, S2CID 121468210
- Netto, Eugen; Le Vavasseur, Raymond (1916), 〈Les fonctions rationnelles §80–88: Le théorème fondamental〉,   Meyer, François; Molk, Jules, 《Encyclopédie des Sciences Mathématiques Pures et Appliquées, tome I, vol. 2》, Éditions Jacques Gabay (1992에 출판됨), ISBN 978-2-87647-101-6
- Remmert, Reinhold (1991), 〈The Fundamental Theorem of Algebra〉,   Ebbinghaus, Heinz-Dieter; Hermes, Hans; Hirzebruch, Friedrich, 《Numbers》, Graduate Texts in Mathematics 123, Berlin: Springer Science+Business Media, ISBN 978-0-387-97497-2
- Shipman, Joseph (2007), “Improving the Fundamental Theorem of Algebra”, 《Mathematical Intelligencer》 29 (4), 9–14쪽, doi:10.1007/BF02986170, ISSN 0343-6993, S2CID 123089882
- Smale, Steve (1981), “The Fundamental Theorem of Algebra and Complexity Theory”, 《Bulletin of the American Mathematical Society》, New Series 4 (1): 1–36, doi:10.1090/S0273-0979-1981-14858-8
- Smith, David Eugene (1959), 《A Source Book in Mathematics》, Dover Publications, ISBN 978-0-486-64690-9
- Smithies, Frank (2000), “A forgotten paper on the fundamental theorem of algebra”, 《Notes & Records of the Royal Society》 54 (3), 333–341쪽, doi:10.1098/rsnr.2000.0116, ISSN 0035-9149, S2CID 145593806
- Taylor, Paul (2007년 6월 2일), 《Gauss's second proof of the fundamental theorem of algebra》 – English translation of Gauss's second proof.
- van der Waerden, Bartel Leendert (2003), 《Algebra》 I 7판, Springer-Verlag, ISBN 978-0-387-40624-4

## 같이 보기
- 드무아브르의 정리